# Арея-Бранка (Сержипи)
Арея-Бранка (порт. Areia Branca)  —  муниципалитет в Бразилии, входит в штат Сержипи. Составная часть мезорегиона Сельскохозяйственный район штата Сержипи. Входит в экономико-статистический  микрорегион Агрести-ди-Итабаяна. Население составляет 17 989 человек на 2006 год. Занимает площадь 128 км². Плотность населения — 140,54 чел./км².

## История
Город основан 11 ноября 1963 года. 

## Статистика
- Валовой внутренний продукт на 2004 составляет 51.290.836,00 реалов (данные: Бразильский институт географии и статистики).
- Валовой внутренний продукт на душу населения на 2004 составляет 3.013,38 реалов (данные: Бразильский институт географии и статистики).
- Индекс развития человеческого потенциала на 2000 составляет 0,644 (данные: Программа развития ООН).

## География
Климат местности: тропический. В соответствии с классификацией Кёппена, климат относится к категории As'h.